# Graffiti (álbum)
Graffiti é o terceiro álbum de estúdio do compositor americano de R&B, Chris Brown, lançado a 8 de Dezembro de 2009. O álbum estreou na sétima posição da Billboard 200 com 102 mil cópias vendidas, e vendeu mais de 500 mil cópias nos Estados Unidos.
Primariamente uma mistura de R&B misturado com Pop e Hip hop, Graffiti incorpora elementos de Goth rock, Synth-pop e Euro disco, com sua produção mostrando um uso pesado de sintetizadores. Seu conteúdo lírico foi descrito como bilateral, com seus temas variando de arrependimento e remorso a desejo e ostentação.
Apesar de receber críticas geralmente negativas da maioria dos críticos musicais, Graffiti foi indicado a dois prêmios Grammy, incluindo um de Melhor Álbum de R&B Contemporâneo e outro de Melhor Performance de R&B por uma Dupla ou Grupo com Vocais pela faixa "Take My Time", com participação de Tank.

## Antecedentes e Gravação
Em 2008, Chris Brown começou a trabalhar em seu terceiro álbum de estúdio e confirmou o título, Graffiti em 2008 no American Music Awards. Foi revelado em junho de 2008 que Brown estava trabalhando com os produtores de The Runners para criar um "registro incrível, insano. Algo que você nunca ouviu antes". O Produtor Scott Storch, que já havia trabalhado com Brown, também anunciou seu envolvimento no álbum afirmando: "ele é bom. eu estou trabalhando com ele em Orlando em algumas coisas". A gravação do álbum primeiramente ocorreu em Orlando e em 05 de setembro de 2009, via Twitter, Brown anunciou que tinha concluído o álbum, e também revelou que o álbum seria lançado fora do os EUA em 07 de dezembro, e nos EUA em 8 de dezembro. Falando à MTV, Swizz Beatz revelou, "ele tem algo a provar, "e" tem trabalhado em 60-70 canções".

## Composição
As músicas do álbum incorpora R&B, pop, rock, e Euro dance-estilos. Greg Kot do Chicago Tribune encontrou mais de duas músicas adequada para a pista de dança e disse como na pós-romance de Rihanna Rated R", Brown pretende expandir sua música além de hip-hop com sabor de R&B, abraçando Euro-disco, Goth-rock e new wave". Kot comparou o trabalho de Brown com o de Kanye West, Williams Saul, e Lil Wayne. De acordo com Mikael Madeira do Los Angeles Times, a maioria das canções do álbum está em" modo de festa upbeat ", misturado com poder das baladas, assumindo para" iluminar "o remorso sobre o incidente com Rihanna.

## Recepção da Crítica
Lançado poucos meses após a condenação de Brown, Graffiti recebeu críticas mistas e negativas entre boa parte dos críticos musicais. No Metacritic, que atribui uma classificação normalizada de 100 para avaliações de críticos tradicionais, o álbum recebeu uma pontuação média de 39, com base em 12 avaliações, o que indica "avaliações geralmente desfavoráveis".  É o álbum com a classificação mais baixa da carreira de Brown. No AOTY a pontuação ficou em 49/100.
| Críticas profissionais | Críticas profissionais |
| Pontuações agregadas   | Pontuações agregadas   |
| Fonte                  | Avaliação              |
| ---------------------- | ---------------------- |
| Metacritic             | 39                     |
| AOTY                   | 49                     |
| Avaliações da crítica  |                        |
| Fonte                  | Avaliação              |
| Allmusic               | [ 13 ]                 |
| Billboard              | 4 de 5 estrelas.       |
| Rolling Stone          | 2.5 de 5 estrelas.     |
| The Times              | 2 de 5 estrelas.       |

Steve Jones do USA Today deu ao álbum duas e meia de quatro estrelas e comentou que Brown "consegue expandir seus horizontes sonoros com ritmos influenciados pelo rock e pelo Euro-dance que certamente incendiarão as pistas de dança e inervarão suas performances eletrizantes".  Gail Mitchell da Billboard elogiou sua música como "uma fusão progressiva de R&B, pop, rock e Euro-dance" Apesar de escrever que tem faixas de preenchimento, Dan Gennoe do Yahoo! Music deu ao álbum uma classificação de sete em 10 e o chamou de "o ponto mais alto de sua carreira". Sarah Rodman do The Boston Globe elogiou a música e a produção, mas criticou a composição de Brown. O escritor da Rolling Stone, Jody Rosen, expressou uma resposta mista em relação às suas "canções dance-pop cheias de batidas prontas para o clube e gestos de Casanova", chamando-o de "um álbum de R&B pro forma insípido, ocasionalmente desagradável". 

## Desempenho Comercial
O álbum estreou na sétima posição na Billboard 200 dos EUA, vendendo 102.000 cópias em sua primeira semana. Graffiti foi a segunda maior estreia da semana, atrás apenas de Glee: The Music, Volume 2. As vendas do álbum representaram uma grande queda em relação aos álbuns anteriores de Brown que foram de grande sucesso comercial.
Na semana do lançamento do álbum, Brown acessou sua página do Twitter para expressar seu extremo descontentamento com as lojas que não estavam colocando o CD nas prateleiras em forma de boicote, incluindo um Walmart em Wallingford, Connecticut, afirmando: "Eles nem tinham meu álbum no estoque... não só nas prateleiras, vi por mim mesmo, estou cansado dessa merda. As grandes lojas [estão] boicotando o meu CD. [Eles] não estão colocando nas prateleiras e mentindo para os clientes. O que diabos eu tenho que fazer? [...] Falamos com os gerentes e eles nem sabiam de nada. Uau!!! Mas eles tinham o álbum da Alicia Keys pronto para ser lançado na próxima terça-feira... o empresário me disse que quando há novos lançamentos é obrigatório colocá-los nas prateleiras... MAS NENHUM SINAL DE #GRAFFITI. SACANAGEM. sem desrespeito algum à Alicia, apenas dando um exemplo de quem tem o álbum pronto para a próxima semana"
O disco recebeu o certificado de Ouro pela RIAA dez anos depois, em 23 de agosto de 2019. Sendo o álbum de Brown que mais levou tempo para o certificado.

## Lista de Faixas
| Edição padrão  |                                                    |                                                                                        |         |  |
| N.º            | Título                                             | Compositor(es)                                                                         | Duração |  |
| 1.             | "I Can Transform Ya" (com Lil Wayne e Swizz Beatz) | Christopher Brown, Jason Boyd, Kasseem Dean, J. "Lonny" Bereal, Dwayne Carter          | 3:48    |  |
| 2.             | "Sing Like Me"                                     | Brown, Bigg Makk, Lorenza Lennon, Keith Thomas, Atozzio Towns                          | 4:15    |  |
| 3.             | "Crawl"                                            | Brown, Nasri Atweh, J. Thomas, Luke Boyd, Adam Messinger                               | 3:56    |  |
| 4.             | "So Cold"                                          | Brown, Ester Dean, Terence Walton, Jamal Jones, Teyana Taylor                          | 3:38    |  |
| 5.             | "What I Do" (com Plies e DJ Khaled))               | Brown, J. Boyd, L. Boyd, Kevin Cossom, J. Thomas, Andrew Harr, Jermaine Jackson, Plies | 4:00    |  |
| 6.             | "Famous Girl"                                      | Brown, Ryan Leslie                                                                     | 3:39    |  |
| 7.             | "Take My Time" (com Tank)                          | Brown, Justin Henderson, Chris Whitacre                                                | 4:38    |  |
| 8.             | "I.Y.A."                                           | Brown, Jean Baptiste, Ryan Buendia, Nick Marsh, Michael McHenry                        | 3:08    |  |
| 9.             | "Pass Out" (com Eva Simons)                        | Brown, Brian Kennedy, Andre Merritt                                                    | 3:53    |  |
| 10.            | "Wait" (com Trey Songz e Game)                     | Brown, J. Bereal, Dawson, Tremaine Neverson, Jones, Ester Dean                         | 4:30    |  |
| 11.            | "Lucky Me"                                         | Brown, Jevon Hill, Rico Love, Rock City                                                | 5:10    |  |
| 12.            | "Fallin Down"                                      | Brown, Charlie Bereal, J. Boyd                                                         | 4:10    |  |
| 13.            | "I'll Go"                                          | Kennedy, James Fauntleroy                                                              | 3:05    |  |
| 14.            | "Girlfriend" (com Lupe Fiasco)                     |                                                                                        | 4:15    |  |
| Duração total: | Duração total:                                     | Duração total:                                                                         | 46:33   |  |

### Deluxe Edition
| Edição Deluxe |                                   |                                           |         |  |
| N.º           | Título                            | Compositor(es)                            | Duração |  |
| 1.            | "Gotta Be Ur Man"                 | Brown, Dawson, Dean, Jones, Jay Stevenson | 3:17    |  |
| 2.            | "Movie"                           |                                           | 4:04    |  |
| 3.            | "For Ur Love"                     |                                           | 3:45    |  |
| 4.            | "I Need This"                     | Jessie J, Warren Felder                   | 4:21    |  |
| 5.            | "I Love You"                      | Brown, Dean, Perry, Jones                 | 3:02    |  |
| 6.            | "Brown Skin Girl" (com Sean Paul) | Brown, Scott Storch, Timothy & Theron     | 4:13    |  |
| 7.            | "Grafitti"                        | Brown, Jackie Boyz                        | 5:12    |  |